# 青い空の下…
『青い空の下…』（あおいそらのした…）は、斉藤和義の1枚目のスタジオ・アルバム。1993年9月26日にファンハウスから発売された。規格品番：FHCF-2114。2008年9月17日にSPEEDSTAR RECORDSよりSHM-CDにて限定販売された。規格品番：VICL-63021。

## 解説
歌手デビュー・シングル「僕の見たビートルズはTVの中」（1993/08/25発売）を含む、ファースト・アルバム。
収録曲のうち、「Rain Rain Rain」が同年11月26日にシングルカットされた。ほか、1995年6月25日発売のシングル「通りに立てば」のカップリングには「tokyo blues」のライヴ・ヴァージョンが収録されている。その音源は、1995年3月3日開催の渋谷公会堂（当時の名称）公演のもの。また、歌手デビュー15周年記念ベスト・アルバム『歌うたい15 SINGLES BEST 1993〜2007』（2008/08/06発売、VICL‐63015/7）の初回限定盤に、本アルバム発売直前となる1993年9月17日に日清パワーステーションで開催されたライヴでのテイクが収録された。
2008年9月17日に、特殊なCDプレーヤーでなくても高音質再生が可能とされるスーパー・ハイ・マテリアルCDで発売された。初回生産限定のデジパック仕様で、同日発売のCD-BOX『斉藤和義15周年アニバーサリーBOX』（VIZL-302）にも収められている。

## 収録曲
| 全作詞・作曲: 斉藤和義。 |                                |           |            |                    |      |
| #                        | タイトル                       | 作詞      | 作曲・編曲 | 編曲               | 時間 |
| 1.                       | 「tokyo blues」                | 斉藤和義  | 斉藤和義   | 斉藤和義           | 3:02 |
| 2.                       | 「彼女に逢う日」               | 斉藤和義  | 斉藤和義   | 斉藤和義・松尾一彦 | 2:04 |
| 3.                       | 「Rain Rain Rain」             | 斉藤和義  | 斉藤和義   | 斉藤和義           | 3:32 |
| 4.                       | 「僕の見たビートルズはTVの中」 | 斉藤和義  | 斉藤和義   | 斉藤和義・松尾一彦 | 4:52 |
| 5.                       | 「僕をうずめて」               | 斉藤和義  | 斉藤和義   | 斉藤和義・松尾一彦 | 4:57 |
| 6.                       | 「好きな人の手」               | 斉藤和義  | 斉藤和義   | 斉藤和義・松尾一彦 | 7:33 |
| 合計時間:                | 合計時間:                      | 合計時間: | 26:00      |                    |      |

## 関連作品
- tokyo blues

十二月 - ライヴ音源
歌うたい15 SINGLES BEST 1993〜2007／初回盤 - ライヴ音源（LIVE at 日清パワーステーション 1993.9.17）
Collection "B" 1993〜2007 - ライヴ音源（Live at SHIBUYA KOKAIDO 1995.3.3）
- Rain Rain Rain

十二月 〜Winter Caravan Strings〜 - ライヴ音源
歌うたい15 SINGLES BEST 1993〜2007 - スタジオ音源
- 僕の見たビートルズはTVの中

Golden Delicious - スタジオ音源
Golden Delicious Hour - ライヴ音源
十二月 〜Winter Caravan Strings〜 - ライヴ音源
歌うたい15 SINGLES BEST 1993〜2007 - スタジオ音源
歌うたい15 SINGLES BEST 1993〜2007／初回盤 - ライヴ音源（Live at 渋谷アピア 1992.4.11）
- 好きな人の手

弾き語り 十二月 in武道館 〜青春ブルース完結編〜 - ライヴ音源
白盤 - スタジオ音源